# Solymár
Solymár [ˈʃo⁠j⁠maːr] (deutsch Schaumar) ist eine ungarische Großgemeinde im Kreis Pilisvörösvár im Komitat Pest. Die Großgemeinde hat gut 10.000 Einwohner (Stand 2011), von denen dreizehn Prozent zur Gruppe der Ungarndeutschen gehören.

## Geographische Lage
Solymár liegt dreizehn Kilometer nordwestlich des Zentrums der Hauptstadt Budapest sowie vier Kilometer südöstlich der Kreisstadt Pilisvörösvár. Nachbargemeinden sind Pilisszentiván, Nagykovácsi, Remeteszőlős und Pilisborosjenő.

## Geschichte
Im Jahr 1907 gab es in der damaligen Großgemeinde Solymár 373 Häuser und 2461 Einwohner auf einer Fläche von 3195 Katastraljochen. Sie gehörte zu dieser Zeit zum Bezirk Pomáz im Komitat Pest-Pilis-Solt-Kiskun.

## Gemeindepartnerschaften
- Wüstenrot, Landkreis Heilbronn – seit 1989
- Păuleni-Ciuc (ungarisch Csíkpálfalva) in Siebenbürgen, Rumänien – seit 2011

## Sehenswürdigkeiten
- Burgruine
- Heimatgeschichtliche Sammlung
- Kalvarienberg am Szél-hegy
- Ödön-Tersztyánszky-Denkmal
- Reformierte Kirche mit separatem Glockenturm aus Holz
- Römisch-katholische Kirche Szűz Mária neve, erbaut 1777–1784 im spätbarocken Stil
- Rózsika-Quelle mit Relief
- Skulptur des trauernden Christus, erschaffen 1820
- Szent-József-Statue

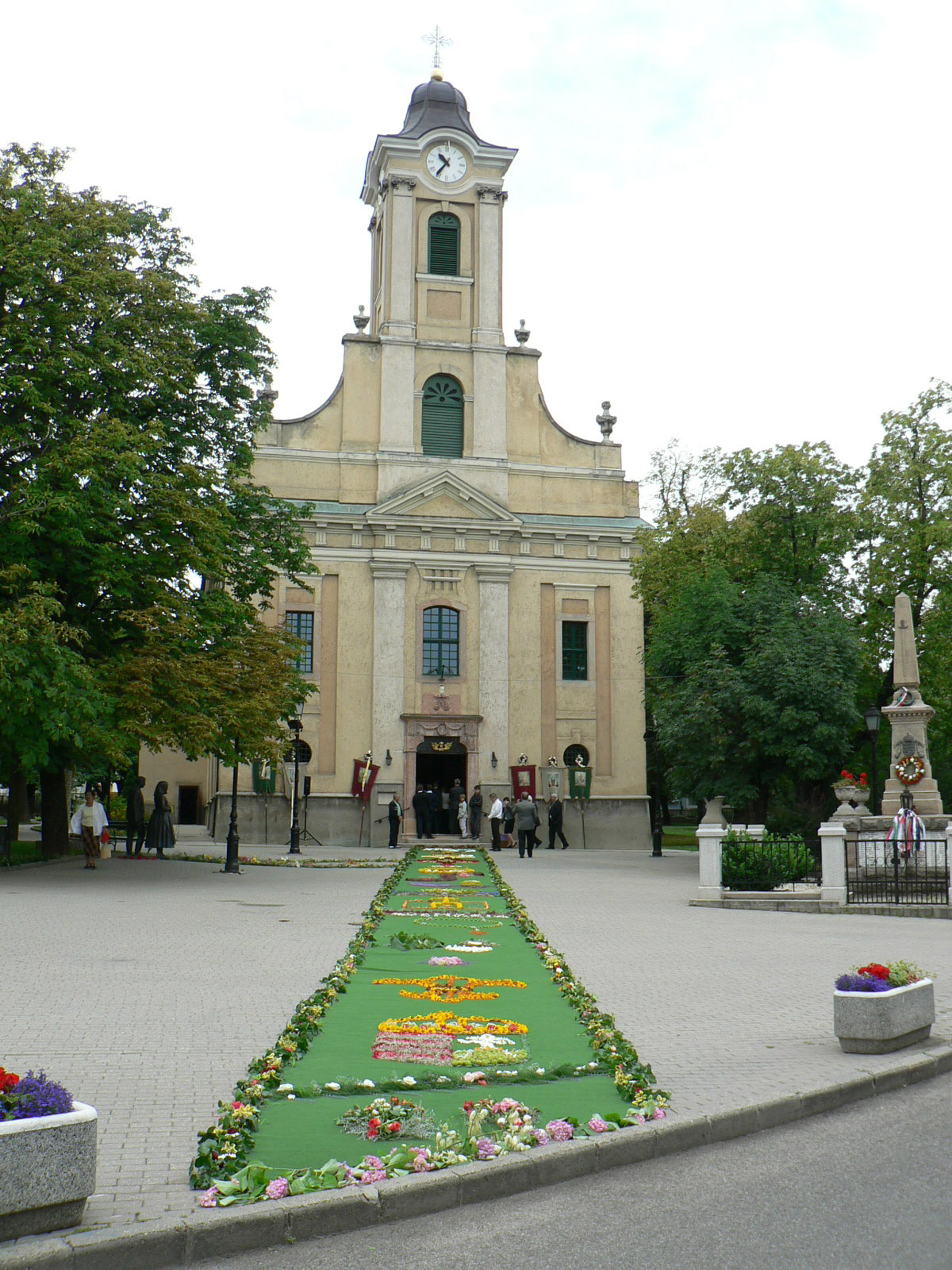
Römisch-katholische Kirche Szűz Mária neve
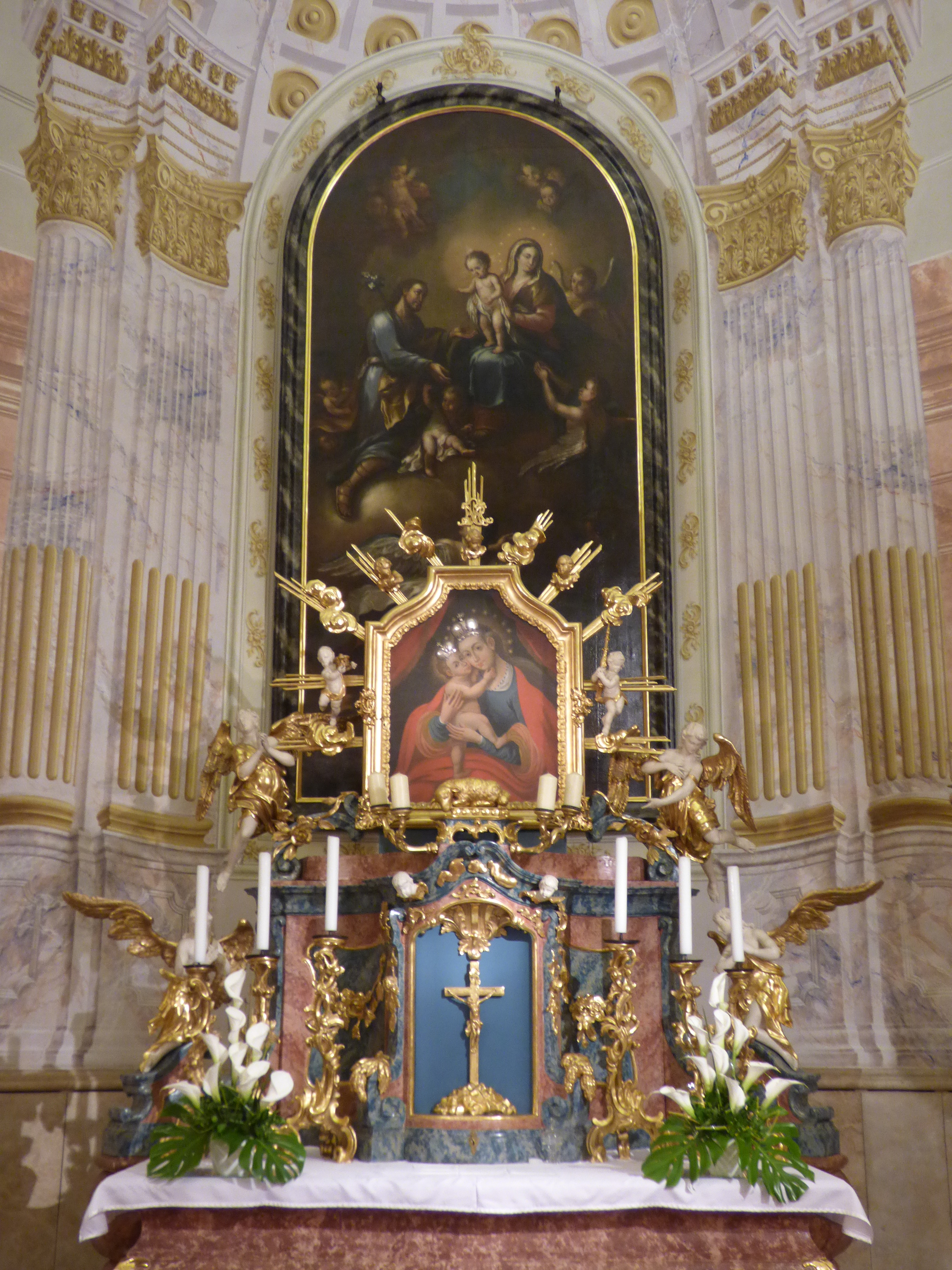
Hauptaltar in der Kirche
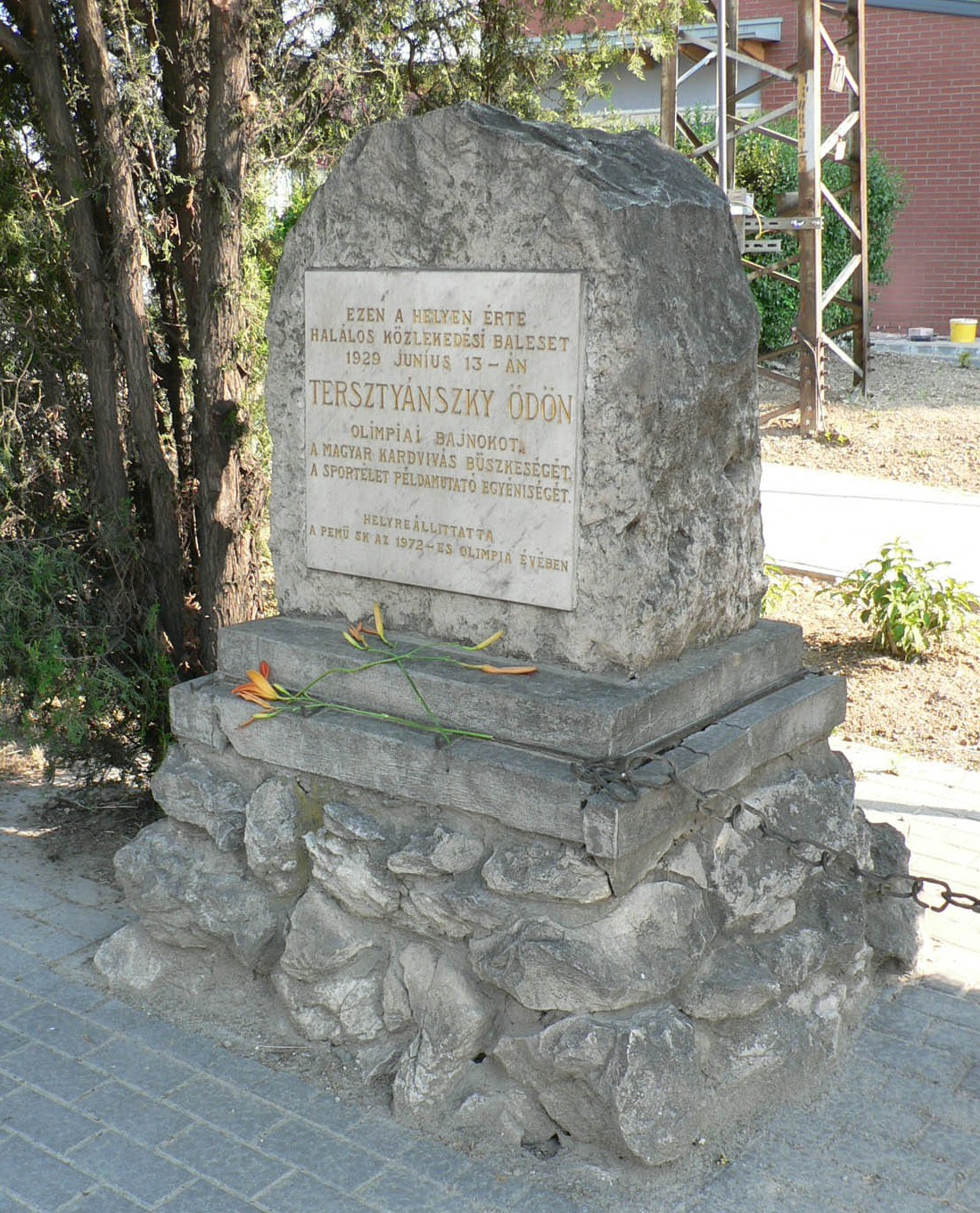
Ödön-Tersztyánszky-Denkmal
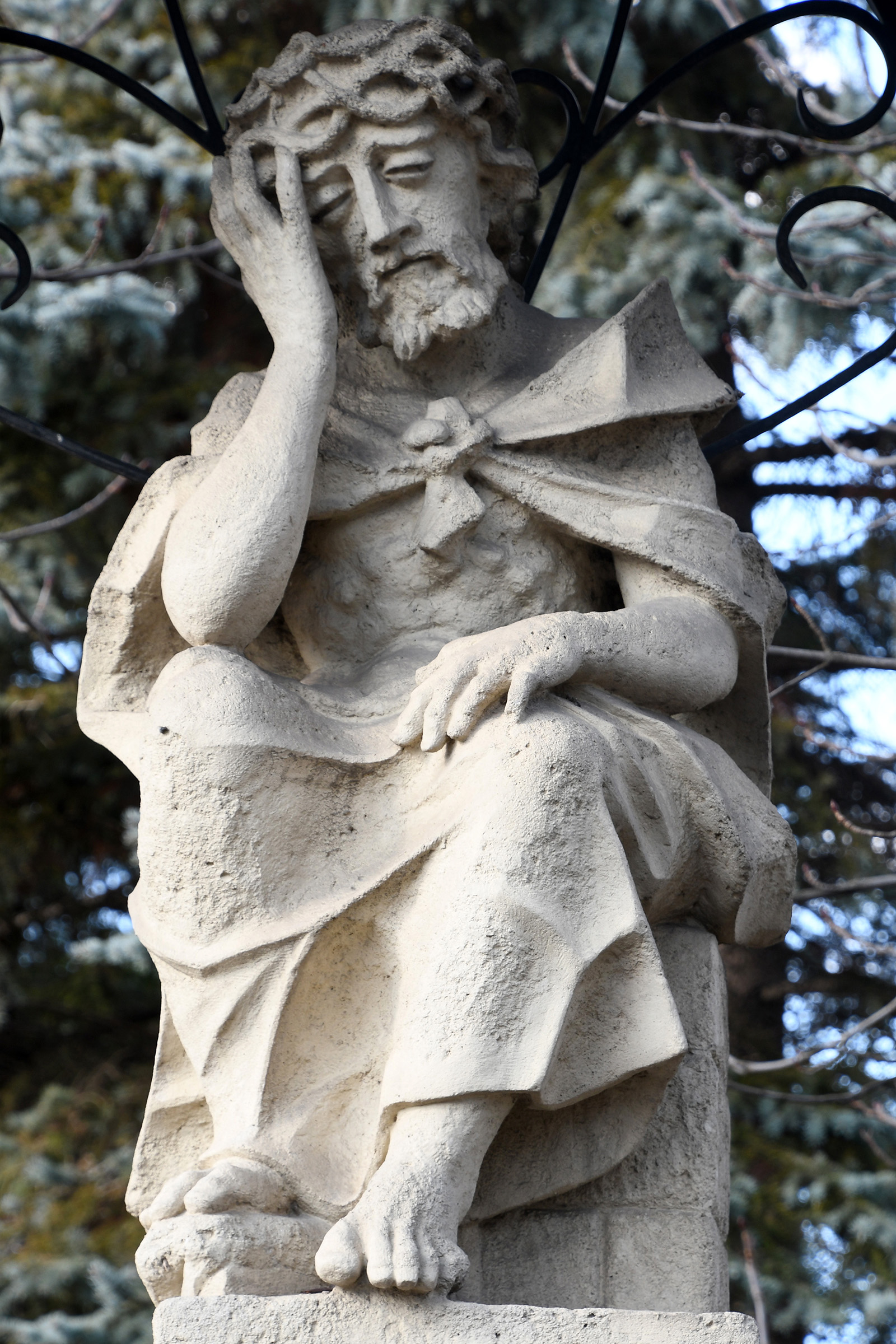
Skulptur des trauernden Christus
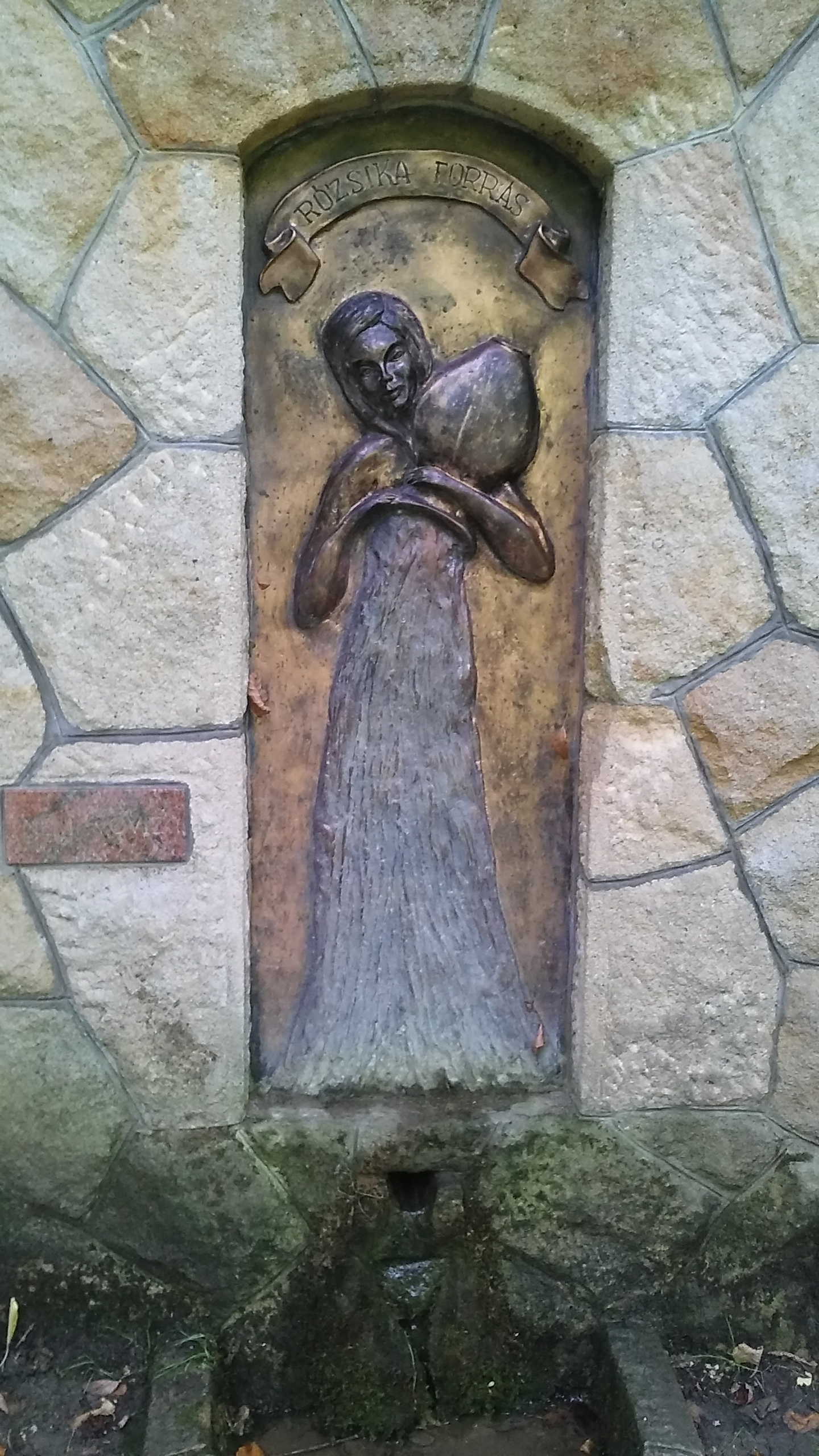
Relief an der Rózsika-Quelle
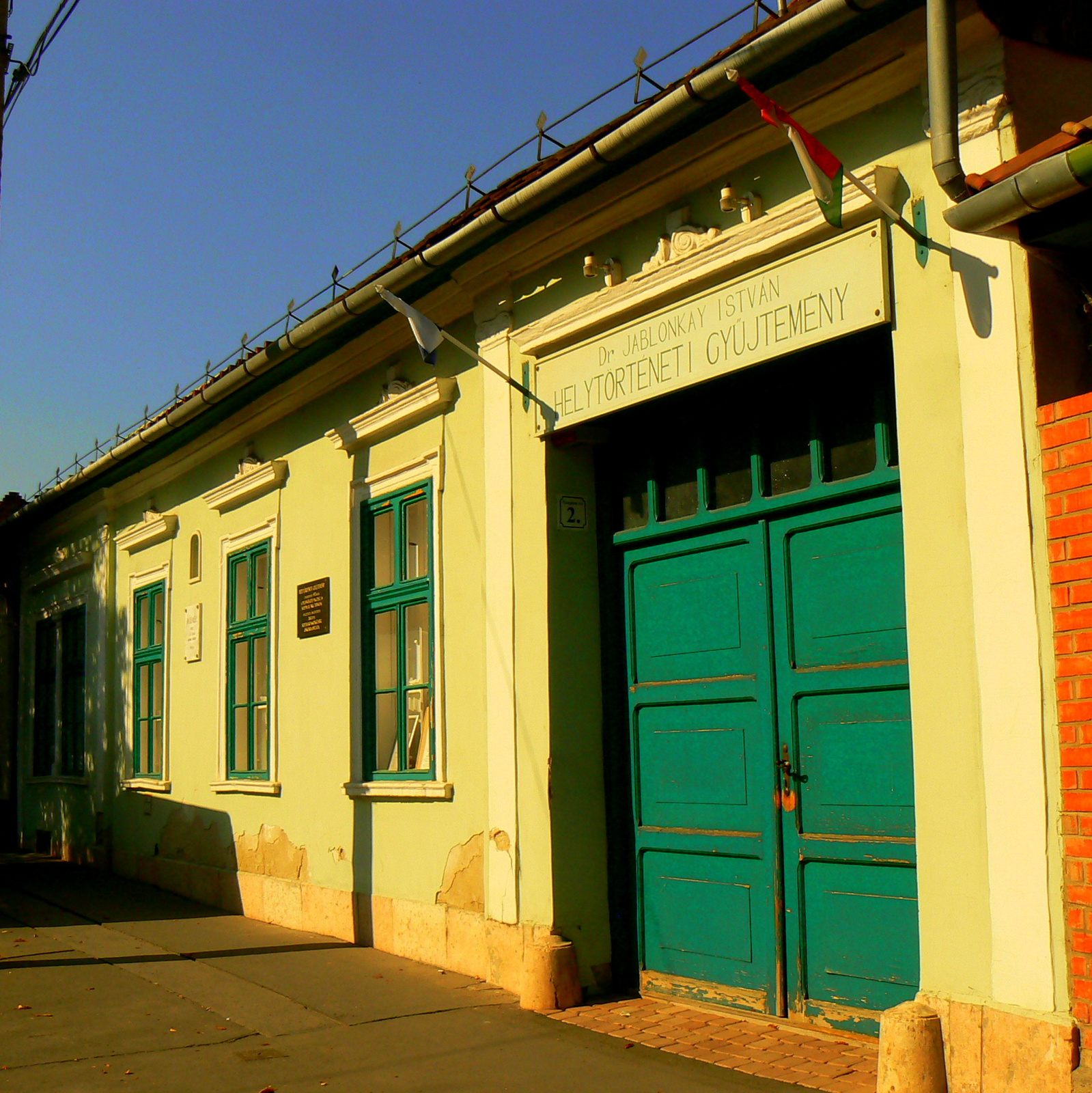
Gebäude der heimatgeschichtlichen Sammlung
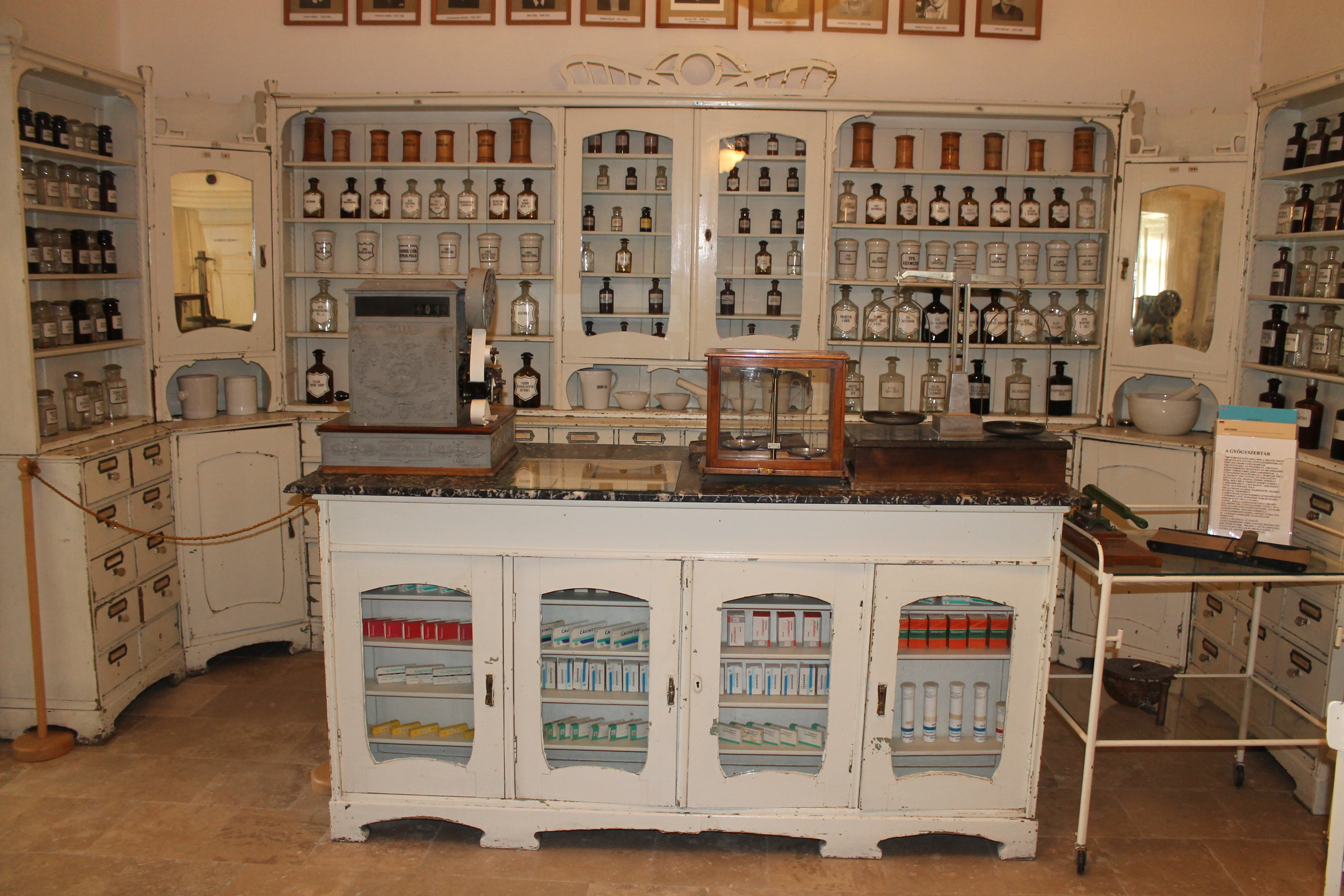
Apothekeneinrichtung (Heimatgeschichtliche Sammlung)
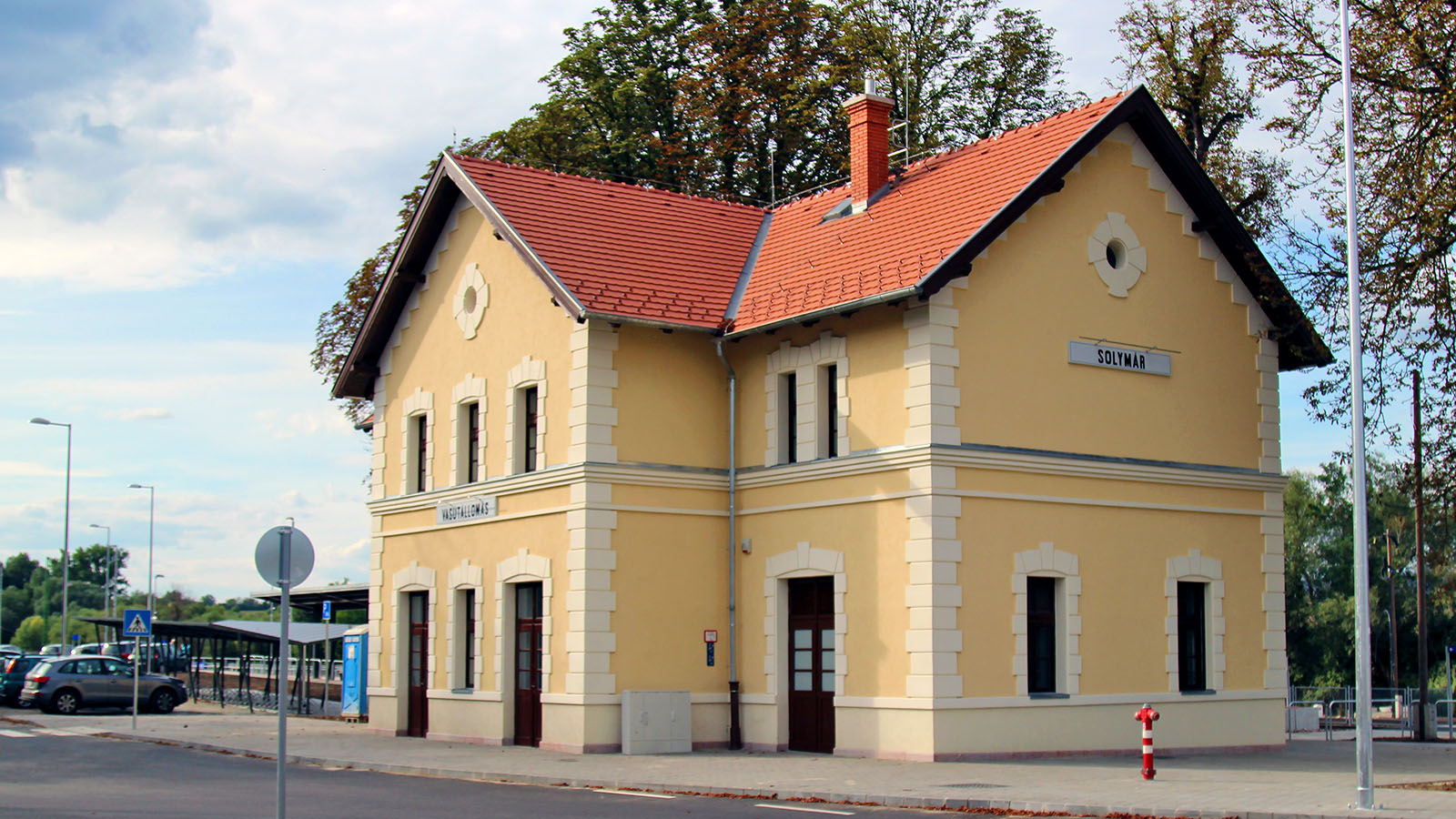
Bahnhof Solymár

## Verkehr
Durch Solymár verläuft die Landstraße Nr. 1107. In der Großgemeinde gibt es einen Bahnhof sowie eine Eisenbahnhaltestelle im Ortsteil Szélhegy, von denen es Zugverbindungen nach Esztergom sowie zum Budapester Westbahnhof gibt. Außerdem bestehen Busverbindungen über Pilisszentiván nach Pilisvörösvár und über Üröm in die Budapester Innenstadt.